# وویچیشوو
وویچیشوو (به لاتین: Wojcieszów) یک منطقهٔ مسکونی در لهستان است که در شهرستان زووتوریا واقع شده‌است. وویچیشوو ۳۲٫۱۷ کیلومتر مربع مساحت و ۳٬۹۷۵ نفر جمعیت دارد.